# August Christiaan van Anhalt-Köthen
August Christiaan Frederik van Anhalt-Köthen (Köthen, 18 november 1769 – aldaar, 5 mei 1812) was van 1789 tot 1807 vorst van Anhalt-Köthen en van 1807 tot aan zijn dood hertog van Anhalt-Köthen. Hij behoorde tot het huis Ascaniërs.

## Levensloop
August Christiaan was de oudste zoon van vorst Karel George Lebrecht van Anhalt-Köthen en Louise van Sleeswijk-Holstein, dochter van hertog Frederik van Sleeswijk-Holstein-Sonderburg-Glücksburg. In 1789 volgde hij zijn vader op als vorst van Anhalt-Köthen. 
Op 9 februari 1792 huwde August Christiaan met Frederica (1777-1821), dochter van vorst Frederik August van Nassau-Usingen. Het ongelukkige huwelijk bleef kinderloos en werd in 1803 ontbonden.    
In 1798 werd hij stadskapitein in het 47ste infanterieregiment van het Pruisische leger. Vervolgens werd hij in 1800 stadskapitein van het 25ste infanterieregiment van dit leger. Op 15 mei 1803 werd hij benoemd tot Pruisisch generaal-majoor en tot generaal-veldmaarschalk-luitenant in het Keizerlijk Leger. Op 31 januari 1805 werd hij ridder in de Orde van de Zwarte Adelaar.
Op 18 april 1807 trad August Christiaan toe tot de Rijnbond, waarna hij verheven werd tot hertog van Anhalt-Köthen. Op 20 juni 1811 gaf hij in zijn domeinen de Joden gelijke rechten als christenen, maar dan moesten ze wel een niet-Joodse achternaam aannemen. Ook onderhield hij een naturaliënkabinet.
In mei 1812 stierf August Christiaan op 42-jarige leeftijd. Hij werd bijgezet in het Slotpark van Köthen. Omdat hij geen nakomelingen had, werd hij opgevolgd door zijn neef Lodewijk August.